# 미스티 트라야
미스티 트라야(Misti Traya, 1981년 9월 23일 ~ )는 미국의 배우, 텔레비전 배우, 영화배우이다.
호놀룰루에서 태어났다.

## 영화
- 워 이글, 아칸소 (2007년)
- 머터리얼 걸스 (2006년)
- 인 더 믹스 (2005년)
- 허프 (2004년)
- 조안 오브 아카디아 (2003년)